# Grallaria flavotincta
Pita-formigueira-de-peito-amarelo ou torom-de-peito-amarelo (Grallaria flavotincta) é uma espécie de ave da família Formicariidae.
Pode ser encontrada nos seguintes países: Colômbia e Equador.
Os seus habitats naturais são: regiões subtropicais ou tropicais húmidas de alta altitude.